# Drop the Game
«Drop the Game» es una canción y sencillo de los músicos australianos Flume y Chet Faker, que fue lanzado al mercado el 18 de noviembre de 2013 bajo el sello Future Classic para el EP Lockjaw. La canción recibió el certificado de platino por la ARIA (Asociación Australiana de la Industria Musical) tras superar las 700 000 copias.

## Creación
Con anterioridad a su desarrollo, Flume y Chet Faker ya habían trabajado con anterioridad en la producción del disco debut del primero, Flume, lanzado en 2012. En septiembre de 2013, se hizo pública la colaboración entre ambos que desencadenaría en la publicación de Drop the Game.

## Recepción
Josh Dixon, del sitio Renowned for Sound dijo de la canción que era "un himno electrónico que se mueve lentamente, golpeando en la cabeza. Hacía mucho tiempo que no escuchaba una canción que me atrajera tanto que he terminado por repetirla durante horas [...] Es conmovedora, gracias a la voz fría pero sensual de Faker colocada con los acordes digitales de Flume. Es casi tan perfecto como la música electrónica. Estos dos músicos han combinado efectivamente sus talentos individuales y los resultados son simplemente fascinantes". Por su parte, Alim Kheraj de Planet Notion dijo que Drop the Game incorporaba "maravillosamente la exquisita destreza vocal de Faker, lo que permite a Flume generar el sonido con sus distintivos sintetizadores".

## Vídeo musical
Un videoclip de la canción fue lanzado en la plataforma YouTube el 18 de noviembre de 2013, pudiendo verse en el mismo al bailarín callejero Storyboard P. bailando en las calles de Brooklyn.

## Posición en listas
| Listas (2013-2014)      | Posición más alta |
| ----------------------- | ----------------- |
| Australia (ARIA Charts) | 18                |
| Francia (SNEP)          | 125               |